# 聖騎士：英雄國度
《聖騎士：英雄國度》是一款由Evil Mojo Games開發，由Hi-Rez Studios發行的免費網絡射擊遊戲。

## 外部連結
- 官方网站
- 聖騎士：英雄國度在巴哈姆特的頁面（繁體中文）
- 聖騎士：英雄國度的Facebook專頁